# ソウル芸術大学校
ソウル芸術大学校（ソウルげいじゅつだいがっこう、朝鮮語: 서울예술대학교]、英語: Seoul Institute of the Arts）は、大韓民国の私立大学。本部は京畿道安山市檀園区に位置する。

## 歴史
1958年、柳致眞が設立した財団法人韓国演劇研究所に始まり、1962年9月、韓国演劇研究所が附設した韓国演劇アカデミーが母体である。1964年、韓国演劇アカデミーは廃止され、ソウル演劇学校に改編された。さらに1973年にソウル芸術専門学校、1978年にはソウル芸術専門大学に改編され、1998年にソウル芸術大学となる。2008年、全学部に4年制の学士深化課程を設置し、2012年にはソウル芸術大学校になった。

## 学部・学科
- 公演学部
  - 演劇専攻
  - 演技専攻
  - 舞踊専攻
- 映像学部
  - 映画専攻
  - 放送映像専攻
  - デジタルアート専攻
- 音楽学部
  - 韓国音楽専攻
  - 実用音楽専攻
- 文芸学部
  - 文芸創作専攻
  - 劇作専攻
- デザイン学部
  - 視覚デザイン専攻
  - 写真専攻
  - 空間デザイン専攻
- コミュニケーション学部
  - 広告創作専攻
  - 芸術経営専攻

## 著名な出身者・在学者
- チョン・ジェヨン（俳優）
- ソン・イェジン（女優）
- ファン・ジョンミン（俳優）
- チャン・ジン（映画監督・映画プロデューサー・脚本家・舞台演出家・戯曲作家）
- ク・ヘソン（女優・映画監督）
- キム・ジェウク（俳優・モデル・音楽家）
- ソン・チャンウィ（俳優）
- イ・ドンフィ（俳優）
- パク・ソジュン（俳優）
- ユ・ヘジン（俳優）
- イ・シオン（俳優）
- 江畑晶慧（ミュージカル俳優）
- 神永東吾（ミュージカル俳優）
- 谷原志音（ミュージカル俳優）
- 佐久間仁（ミュージカル俳優）
- 正木棟馬（ミュージカル俳優）
- イ・ジナ（シンガーソングライター）